# 蒂蒙
蒂蒙是巴西马拉尼昂州的一个市镇。总面积1740.559平方公里，总人口150635人，人口密度86.5人/平方公里。